# Biocodicología

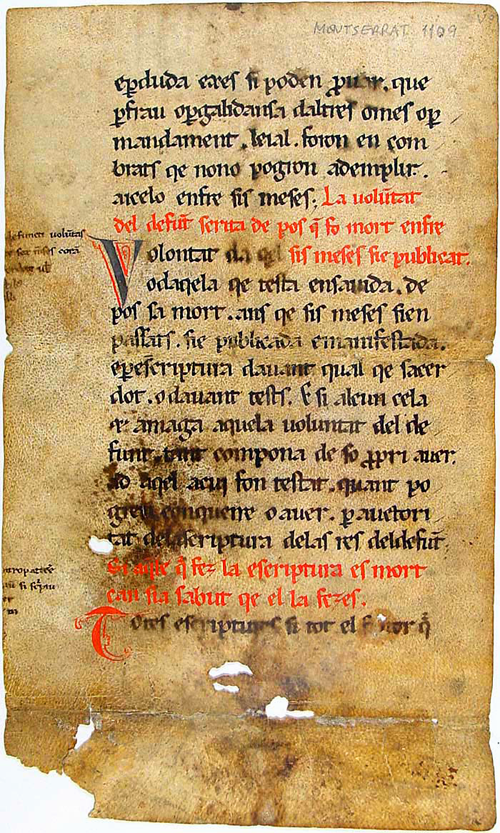
Pergamino medieval, uno de los objetos preferentes de estudio de la biocodicología

La biocodicología combina la codicología—el estudio de la estructura y fabricación de los libros—con técnicas biomoleculares avanzadas para analizar vestigios biológicos en antiguos soportes de escritura. Esto permite reconstruir aspectos históricos, ecológicos y sociales relacionados con su producción y uso. Además del pergamino, se aplica a documentos en papel y otros materiales, convirtiéndose en una herramienta clave para entender la historia de la escritura y su contexto socioeconómico. Gracias a su enfoque interdisciplinario, no solo amplía el estudio de los manuscritos, sino que también abre nuevas posibilidades para reconstruir el pasado a través de la biología presente en ellos.

## Metodologías y técnicas analíticas
Las primeras acciones sobre los documentos eran bastante intrusivas bien por trozos de pergamino cortados o muestreo destructivo de especímenes para su entrada en flujos de trabajo de análisis de ADN. Los avances en biotecnología, como la secuenciación de ADN de alta precisión y la espectrometría de masas de última generación, han transformado el análisis de materiales orgánicos en manuscritos. Estas herramientas permiten identificar especies animales en pergaminos a partir de ADN antiguo,analizar la composición molecular de tintas y pigmentos o rastrear el origen geográfico de los materiales mediante estudios isotópicos. Además, logran estos resultados con muestras mínimas y métodos no invasivos, asegurando la preservación de los documentos históricos.

### Técnicas analíticas

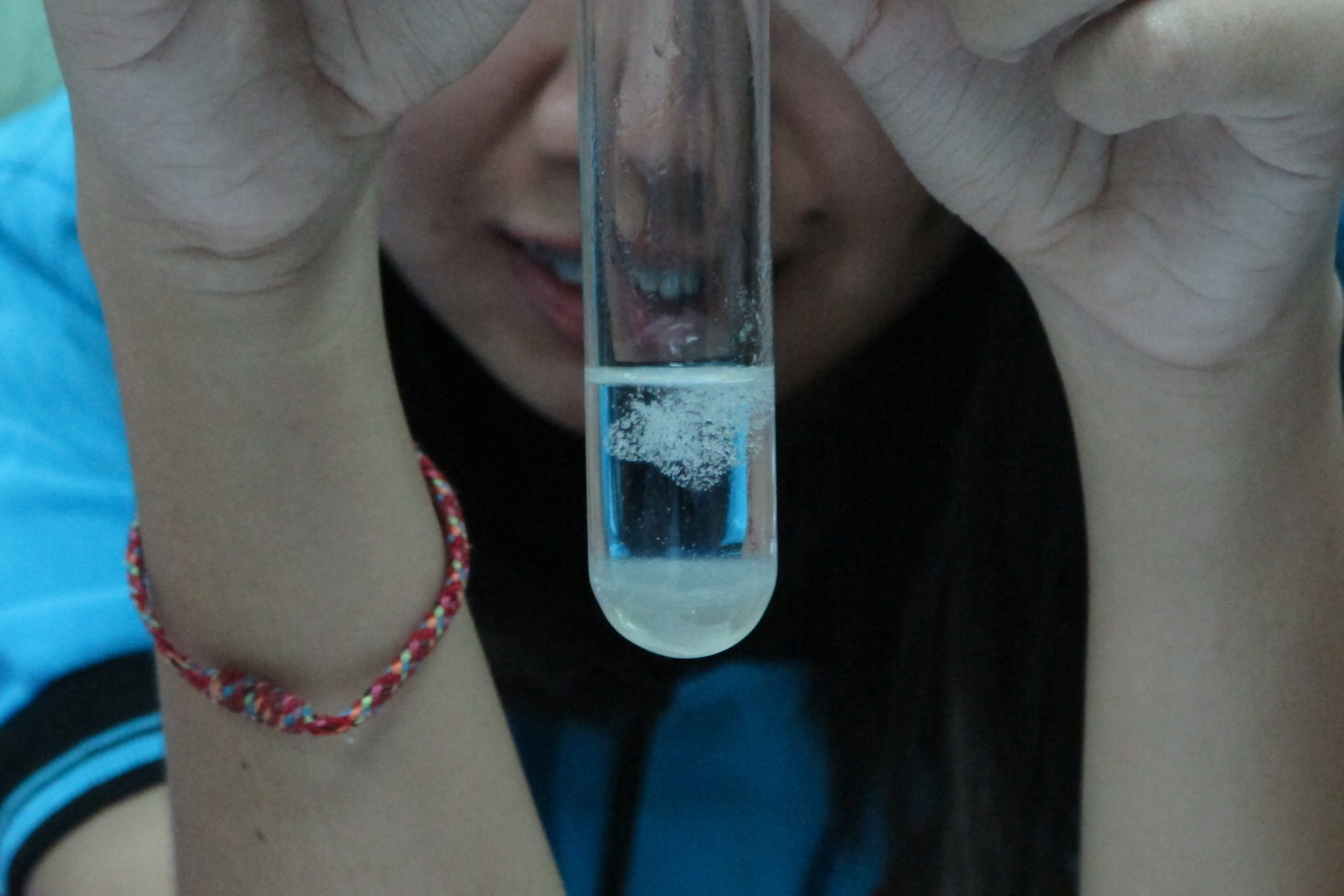
Ejemplo de extracción de muestra aislada de ADN

- Las gomas de borrar de cloruro de polivinilo (PVC) son herramientas flexibles y suaves que permiten eliminar residuos superficiales sin dañar la muestra original. Su uso es especialmente útil para la toma de muestras in situ en documentos históricos.[4]
- La técnica ZooMS (Zooarchaeology by Mass Spectrometry, en español zooarqueología por espectrometría de masas) permite identificar especies a partir de fragmentos de colágeno presentes en restos óseos y objetos de origen animal. Su variante mejorada, eZooMS optimiza la recuperación de péptidos mediante un campo eléctrico antes del análisis por espectrometría de masas, lo que facilita el estudio de proteínas en muestras arqueológicas.[5]
- Análisis genómico y secuenciación de ADN: Esta técnica permite extraer y secuenciar material genético a partir de libros y documentos antiguos, proporcionando información clave sobre su origen y composición.[6]
- Análisis del microbioma en manuscritos: El microbioma de los manuscritos está formado por los microorganismos que colonizan su superficie y estructura a lo largo del tiempo. Su composición depende de factores como los materiales empleados, la manipulación humana, el entorno de almacenamiento y los procesos de deterioro. El análisis microbiológico del pergamino permite obtener información sobre cambios ambientales y evolutivos, esenciales para reconstruir la historia genética de especies extintas o aún existentes. Además, este estudio es clave para evaluar el estado de conservación de los documentos y detectar posibles riesgos de deterioro.[2]

## Objetivos  y aplicaciones
La biocodicología estudia el ADN residual, las proteínas, los pigmentos y los microorganismos presentes en materiales como el pergamino, el papiro y el papel. A través de técnicas biomoleculares, reconstruye la historia y conservación de los manuscritos, analizando las especies animales utilizadas en la fabricación de pergaminos, su diversidad genética, las rutas comerciales y los procesos artesanales empleados en su elaboración. Sus aplicaciones abarcan el estudio de economías ganaderas, el rastreo de eventos epidemiológicos reflejados en estos documentos, la datación de textos históricos y la preservación del patrimonio, al detectar signos de degradación microbiana o ambiental.